# Robert Scharmer
Robert Scharmer (* 27. August 1862 in Horst (Holstein); † 24. Juni 1940 in Berlin-Halensee) war ein deutscher Verwaltungsjurist und Ministerialbeamter.

## Leben
Scharmer studierte an der Georg-August-Universität Göttingen Rechtswissenschaft. 1882 wurde er mit seinem Bruder Ludwig Mitglied des Corps Bremensia. Nach den Examen und dem Referendariat trat er 1890 als Regierungsassessor in den Verwaltungsdienst des  Königreichs Preußen. 1896 wurde er  Landrat des  Kreises Waldenburg in Niederschlesien. Als  Geh. Regierungsrat (1907) und Geh. Oberregierungsrat (1912) diente er im Reichsamt des Innern. Im  Ersten Weltkrieg war er Vorsitzender der Reichsfuttermittelstelle im Reichswirtschaftsamt. In der Weimarer Republik wurde er 1918 Präsident des Reichskanalamtes und von 1922 bis 1927 Präsident des Reichsaufsichtsamtes für Privatversicherung. 1928 rückte er auf in den Vorstand des Verbandes Deutscher Lebensversicherungs-Gesellschaften.